# Noël Corbu
Noël Corbu (Parigi, 27 aprile 1912 – strada fra Fanjeaux e Montpellier, 20 maggio 1968) fu un ristoratore francese di Rennes-le-Château.
Nel 1946 acquistò la proprietà che era stata dell'Abbé Bérenger Saunière, comprendente Villa Betania e la Torre Magdala, costruite da Saunière tra il 1900 e il 1902. Durante la Pasqua del 1955 Corbu aprì un ristorante a Villa Betania, che successivamente negli ultimi anni novanta venne trasformato in Hotel.
Tra il 12 gennaio e il 14 gennaio 1956, il quotidiano locale, La Dépêche du Midi pubblicò a puntate un'intervista a Corbu e al fratello Charles nella quale si affermava che Padre Saunière avesse scoperto il tesoro di Bianca di Castiglia, sposa di Luigi VIII e reggente per il futuro San Luigi. Noël Corbu sosteneva ch l'Abbé Bérenger Saunière aveva scoperto nel 1892, mentre stava restaurando la sua chiesa, delle pergamene "scritte in una mistura di Francese e Latino, in cui, a prima vista, era possibile discernere passaggi tratti dai Vangeli". Alcuni critici hanno fatto notare come Saunière avesse iniziato i lavori di restauro della chiesa nel 1886, non nel 1892, e che "non esiste prova che queste pergamene siano mai esistite".
La televisione francese realizzò successivamente un documentario nel 1961 chiamando a far parte del cast Corbu come Padre Saunière.
Il racconto di Noël Corbu della scoperta delle pergamene da parte di Padre Saunière fu poi citato nel documento Un Trésor Mérovingien à Rennes-le-Château (1966) attribuito a "Antoine L'Ermite" (Antonio l'Eremita), che per ragioni stilistiche suggerisce che fu scritto da Pierre Plantard e/o Philippe de Chérisey". Philippe de Chérisey confessò di aver falsificato le famose pergamene che apparivano nel libro del 1967 di Gérard de Sède, L'Or de Rennes nel suo manoscritto "Stone and Paper".
Noël Corbu vendette la proprietà nel 1964 ad Henri Buthion (1924-2002), prima di morire in un incidente d'auto nel 1968.
La figlia di Noël Corbu, Claire Corbu, con il marito Antoine Captier, pubblicò nel 1985 L'Héritage de l'Abbé Saunière che riproduceva alcuni degli importanti documenti d'archivio relativi a Bérenger Saunière, e nel maggio del 1989 inaugur il Museo Saunière nel villaggio di Rennes-le-Château.